# Vought Model 1600
Die Modellreihe 1600 von Vought / General Dynamics war ein Vorschlag eines zukünftigen Kampfflugzeugs für das Navy-Air-Combat-Fighter-Programm (NACF) der United States Navy. Das Modell war ein Marine-Derivat des General Dynamics F-16 Fighting Falcon, verlor aber gegen die Northrop / McDonnell Douglas F/A-18 Hornet.

## Entwicklung
Nach dem Sieg der YF-16 über die Northrop YF-17 Cobra für den ACF-Wettbewerb der US-Luftwaffe befand General Dynamics, dass eine „navalisierte“ Variante auch das Navy-Air-Combat-Fighter-Programm (NACF) der Navy gewinnen könnte. Da das Unternehmen keine Erfahrungen mit Trägerflugzeugen hatte, arbeitete General Dynamics dazu mit Vought (LTV Aerospace) zusammen. LTV Aerospace hatte für die Navy die erfolgreichen Trägerflugzeuge F-8 Crusader und Vought A-7 II entwickelt. Wäre der Entwurf ausgewählt worden, hätte Vought die Marineversion der F-16 produziert.
LTV erstellt drei Konzepte für die Marine F-16. Der Hauptvorschlag war das Konzept 1600, das auf der F-16 Block 10 basierte. Es hätte über eine strukturelle Verstärkung, einen Fanghaken und ein robusteres Fahrwerk verfügt, um den Belastungen beim Starten und landen auf dem Trägers gerecht zu werden. In diesem Konzept wäre das Pratt & Whitney F401 zum Zug gekommen, aber auch zwei andere Triebwerkstypen wurden untersucht.
Das Konzept 1601 griff auf ein verbessertes Pratt & Whitney F100 zurück, während im Konzept 1602 das General Electric F101 eingebaut worden wäre. Das Flugzeug sollte mit Luft-Luft-Raketen AIM-7 Sparrow ausgerüstet werden und an den Seiten des Lufteinlasses sollten Startschienen für AIM-9-Sidewinder-Raketen angebracht werden.
Die Navy bevorzugte jedoch, nebst anderen Gründen, ein zweimotoriges Flugzeug und wählte am 2. Mai 1975 das Modell 267 von Northrop-McDonnell Douglas, basierend auf der Northrop YF-17 Cobra. Aus dem Northrop-McDonnell-Douglas-Modell 267 entstand schließlich die McDonnell Douglas F/A-18 Hornet.

## Technische Daten
von Secret Projects: Fighters & Interceptors 1945–1978
Allgemeine Eigenschaften
- Besatzung: 1 (Trainer 2)
- Länge: 16 m
- Spannweite: 10,1 m
- Höhe: 5,09 m
- Flügelfläche: 34,3 m²
- max. Startmasse: 14.166 kg
- Triebwerk: 1 × Pratt & Whitney F401 mit Nachbrenner

## Varianten
Model 1600Eine verstärkte Version des F-16 Block 10 mit Fanghaken für Flugzeugträgereinsätze und überarbeitetem Bugrad. Angetrieben vom Pratt & Whitney F401 (JTF22A-26C)
Model 1601Ähnlich dem Modell 1600, jedoch ausgestattet mit einem verbesserten Pratt & Whitney F100 (JTF22B-25) mit Nachbrenner
Model 1602Ähnlich wie Modell 1601, aber mit einem General Electric F101-100, ein weiter vergrößerter Rumpf, andere Avionik und Bewaffnung.
Model 1602BEndgültige Einreichung im März 1975; diese Version unterscheidet sich von all den Vorschlägen am stärksten von der ursprünglichen F-16.